# Corymbia deserticola
Corymbia deserticola är en myrtenväxtart som först beskrevs av S.G.M.Carr, och fick sitt nu gällande namn av Kenneth D. Hill och Lawrence Alexander Sidney Johnson. Corymbia deserticola ingår i släktet Corymbia och familjen myrtenväxter.

## Underarter
Arten delas in i följande underarter:
- C. d. deserticola
- C. d. mesogeotica